# Stopy na sekundę
Stopa na sekundę (ang. feet per second) – jednostka prędkości używana w krajach anglosaskich. Wyraża przebytą drogę w stopach angielskich w czasie 1 sekundy. Spotyka się kilka zapisów skrótowych
- ft/s
- ft/sec
- fps

Z definicji wynika zależność między ft/s a jednostkami z układu SI
{\displaystyle 1{\text{fps}}=0,3048{\frac {\text{m}}{\text{s}}}}
i przeliczenie na km/h
{\displaystyle 1{\text{fps}}=1,09728{\frac {\text{km}}{\text{h}}}}